# Schizenterospermum analamerense
Schizenterospermum analamerense är en måreväxtart som beskrevs av Arenes. Schizenterospermum analamerense ingår i släktet Schizenterospermum och familjen måreväxter. Inga underarter finns listade i Catalogue of Life.